# Sole à la dieppoise
 (novembre 2019).
La sole à la dieppoise est une spécialité culinaire de Normandie, issue de la région de Dieppe.

## Préparation
Selon Joseph Favre, la sole est cuite au four, arrosée de fumet de poisson allongé de vin blanc ; au jus réduit, lié et passé, on ajoute des champignons blancs et des moules (ce qui constitue la base d'une garniture à la dieppoise) ; cette sole est servie garnie, sur le dessus, de champignons tournés, nappée de la sauce liée au beurre manié.
Selon Auguste Escoffier, c'est une sole accompagnée de moules et crevettes. On trouve la même recette dans le Larousse gastronomique, avec l'ajout de champignons.